# Gianni Sanjust
Gianni Sanjust (* 23. Juni 1934 in Rom; † 9. Januar 2020 ebendort) war ein italienischer Jazzmusiker (Klarinette, Komposition), der sich auch als Liedtexter und Musikproduzent betätigte.

## Leben und Wirken
Sanjust wurde in Rom in eine Familie des sardischen Adels, der Barone von Teulada, geboren. Er spielte Klarinette als Autodidakt und leitete von 1952 bis 1955 zusammen mit Peppino De Luca die Gruppe Traditional Dixielanders. 1955 war er Mitglied der Second Roman New Orleans Jazz Band, mit der 1957 für RCA entstanden und in der er 1960 von Lucio Dalla abgelöst wurde. Von 1960 bis 1962 spielte er bei Romano Mussolini, zog dann nach Mailand, wo er für die Plattenfirma Ricordi arbeitete, und nahm dann 1977 seine Tätigkeit als Jazzmusiker in Rom wieder auf, während er die Plattenproduzententätigkeit beibehielt.
In seiner langen Karriere hat Sanjust mit Jazzmusikern wie Chet Baker, Lee Konitz, Wild Bill Davison, Billy Butterfield, Ralph Sutton, Dan Barrett, Oscar Klein, Bruno Longhi, Enzo Randisi, Franco Ambrosetti, Gianni Basso, Riccardo Biseo, Dino Piana, Guido Pistocchi, Enrico Rava, Eddy Palermo und Carlo Loffredo gearbeitet. Sanjust war auch für die Musik zahlreicher Filmprojekte verantwortlich; zu seinen bekanntesten Kompositionen gehörte der Soundtrack der zweiten Folge von Capriccio all’italiana, Il mostro della domenica (1968) unter der Regie von Stefano Vanzina. In den sechziger Jahren war Sanjust der Autor der Texte von Paolo Conte und Bobby Solo, später außerdem Produzent von Franco Califano, Mia Martini und Mietta. Mit Antonello de Sanctis und Gabriele Varano schrieb er Angeli nel Ghetto, ein Lied, das von Nek interpretiert wurde. Im Bereich des Jazz war er laut Tom Lord zwischen 1957 und 2010 an 41 Aufnahmesessions beteiligt, u. a. mit Lino Patruno, Red Pellini und Alfredo Ferrario.

## Diskographische Hinweise
- Gianni Sanjust Middle Jazz Sextet (Ricordi, 1962), mit Paolo Conte, Maurizio Lama, Giancarlo Verde, Paolo Pendino
- Riccardo Biseo, Gianni Sanjust, Mauro Battisti, Carlo Battisti: Napoli Jazz Sound (2009)
- Alfredo Ferrario Meets Gianni Sanjust (2010)